# White & Nerdy
«White & Nerdy» es el primer sencillo oficial del álbum Straight Outta Lynwood del comediante estadounidense "Weird Al" Yankovic. Es una parodia a "Ridin'", de Chamillionaire y Krayzie Bone. Se trata de un nerd que no puede "salir junto a los gánsters" por ser demasiado "blanco y nerd".

## Video
El video fue filmado en alta definición. Se caracteriza entre los demás videos de Yankovic porque él reclutó extras mediante su página de MySpace. El video se iba a estrenar en AOL el 18 de septiembre de 2006, pero fue cargado a YouTube un día antes de esto, por lo que el estreno se canceló. Luego el video comenzó a circular por VH1.
- Datos: Q2012176